# 3C 9
3C 9 – kwazar znajdujący się w gwiazdozbiorze Ryb.
Obiekt ten został skatalogowany w katalogu 3C w 1959 roku. Gdy w 1965 roku zbadano jego przesunięcie ku czerwieni, okazał się najodleglejszym znanym wówczas obiektem we Wszechświecie. 3C 9 to pierwszy kwazar, którego przesunięcie ku czerwieni miało wartość większą niż 2.